# فرانك مكورت
فرانك مكورت (بالإنجليزية: Frank McCourt)‏ هو شخصية أعمال أمريكي، ولد في 14 أغسطس 1953 في بوسطن في الولايات المتحدة.

## وصلات خارجية
- فرانك مكورت على موقع الموسوعة البريطانية (الإنجليزية)